# Male Djekše
Male Djekše (nemško Kleindiex) je naselje v Občini Ruda v Okraju Velikovec na Koroškem v Avstriji.